# Korea Masters
Die Korea Masters (2010 und 2014 Korea Grand Prix, 2011–2013 Korea Grand Prix Gold) im Badminton fanden erstmals vom 23. bis 28. November 2010 im Gimcheon City Indoor Stadium in Gimcheon in Südkorea statt. 2011 und 2012 fand das Turnier in Hwasun,2013-2015 in Jeonju, 2016 in Seogwipo, und 2017 in Gwangju. Die Veranstaltung ist nicht zu verwechseln mit der höherrangigen Korea Open. Es gehört seit 2010 dem BWF Grand Prix an und hatte 2011 bis 2013 und seit 2015 den Status Grand Prix Gold. Mit der Vergabe einer weiteren Topveranstaltung nach Südkorea wird der Bedeutung des Landes im Badminton Rechnung getragen. Das Korea Masters ging aus den Korea International hervor.

## Die Sieger
| Jahr      | Herreneinzel       | Dameneinzel          | Herrendoppel                | Damendoppel                    | Mixed                        |
| --------- | ------------------ | -------------------- | --------------------------- | ------------------------------ | ---------------------------- |
| 2010      | Bao Chunlai        | Liu Xin              | Jung Jae-sung Lee Yong-dae  | Jung Kyung-eun Yoo Hyun-young  | Yoo Yeon-seong Kim Min-jung  |
| 2011      | Lee Hyun-il        | Sung Ji-hyun         | Ko Sung-hyun Yoo Yeon-seong | Eom Hye-won Jang Ye-na         | Yoo Yeon-seong Jang Ye-na    |
| 2012      | Lee Dong-keun      | Sung Ji-hyun         | Ko Sung-hyun Lee Yong-dae   | Eom Hye-won Jang Ye-na         | Shin Baek-cheol Eom Hye-won  |
| 2013      | Lee Hyun-il        | Bae Yeon-ju          | Kim Ki-jung Kim Sa-rang     | Jang Ye-na Kim So-young        | Yoo Yeon-seong Jang Ye-na    |
| 2014      | Lee Dong-keun      | Nozomi Okuhara       | Lee Yong-dae Yoo Yeon-seong | Lee So-hee Shin Seung-chan     | Choi Sol-gyu Shin Seung-chan |
| 2015      | Lee Dong-keun      | Sayaka Sato          | Kim Gi-jung Kim Sa-rang     | Chang Ye-na Lee So-hee         | Ko Sung-hyun Kim Ha-na       |
| 2016      | Son Wan-ho         | Sung Ji-hyun         | Kim Jae-hwan Ko Sung-hyun   | Jung Kyung-eun Shin Seung-chan | Ko Sung-hyun Kim Ha-na       |
| 2017      | Jeon Hyeok-jin     | Gao Fangjie          | Kim Won-ho Seo Seung-jae    | Lee So-hee Shin Seung-chan     | Seo Seung-jae Kim Ha-na      |
| 2018      | Son Wan-ho         | Li Xuerui            | Choi Sol-gyu Seo Seung-jae  | Chang Ye-na Jung Kyung-eun     | Ko Sung-hyun Eom Hye-won     |
| 2019      | Kanta Tsuneyama    | An Se-young          | Lee Yang Wang Chi-lin       | Nami Matsuyama Chiharu Shida   | Tang Chun Man Tse Ying Suet  |
| 2020 2021 | abgesagt           | abgesagt             | abgesagt                    | abgesagt                       | abgesagt                     |
| 2022      | Jeon Hyeok-jin     | He Bingjiao          | Kim Gi-jung Kim Sa-rang     | Kim So-young Kong Hee-yong     | Wang Yilu Huang Dongping     |
| 2023      | Kento Momota       | Kim Ga-eun           | Lee Jhe-huei Yang Po-hsuan  | Jeong Na-eun Kim Hye-jeong     | Seo Seung-jae Chae Yoo-jung  |
| 2024      | Kunlavut Vitidsarn | Putri Kusuma Wardani | Aaron Chia Soh Wooi Yik     | Kim Hye-jeong Kong Hee-yong    | Guo Xinwa Chen Fanghui       |